# 荒木宏
荒木宏（日语：荒木 宏/あらき ひろし，1928年4月1日—1995年1月14日），日本的教育家、律师、政治家，日本共產黨，日本众议院议员。